# Henri Anspach
Henri Anspach, född 10 juli 1882 i Bryssel, död 29 mars 1979, var en belgisk fäktare.
Anspach blev olympisk guldmedaljör i värja vid sommarspelen 1912 i Stockholm.